# Ozero Zjeltsy
Ozero Zjeltsy (ryska: Озеро Жельцы) är en sjö i Belarus.   Den ligger i voblasten Vitsebsks voblast, i den norra delen av landet, 220 km nordost om huvudstaden Minsk. Ozero Zjeltsy ligger 135 meter över havet. Arean är 0,64 kvadratkilometer. Den sträcker sig 1,3 kilometer i nord-sydlig riktning, och 1,5 kilometer i öst-västlig riktning.
I omgivningarna runt Ozero Zjeltsy växer i huvudsak blandskog. Runt Ozero Zjeltsy är det ganska glesbefolkat, med 45 invånare per kvadratkilometer.